# Atanycolus peruvianus
Atanycolus peruvianus är en stekelart som beskrevs av Szepligeti 1906. Atanycolus peruvianus ingår i släktet Atanycolus och familjen bracksteklar. Inga underarter finns listade.